# 全能花
全能花（学名：Pancratium biflorum）为石蒜科全能花属的植物。分布于印度等地。